# Asilus rufibarbis
Asilus rufibarbis là một loài ruồi trong họ Asilidae. Asilus rufibarbis được Macquart miêu tả năm 1849. Loài này phân bố ở miền Ấn Độ - Mã Lai.